# 横浜市八聖殿郷土資料館
横浜市八聖殿郷土資料館（よこはましはっせいでんきょうどしりょうかん）は神奈川県横浜市中区本牧元町76に所在する民俗学系博物館。公益財団法人横浜市ふるさと歴史財団が管理運営を行っている。

## 概要

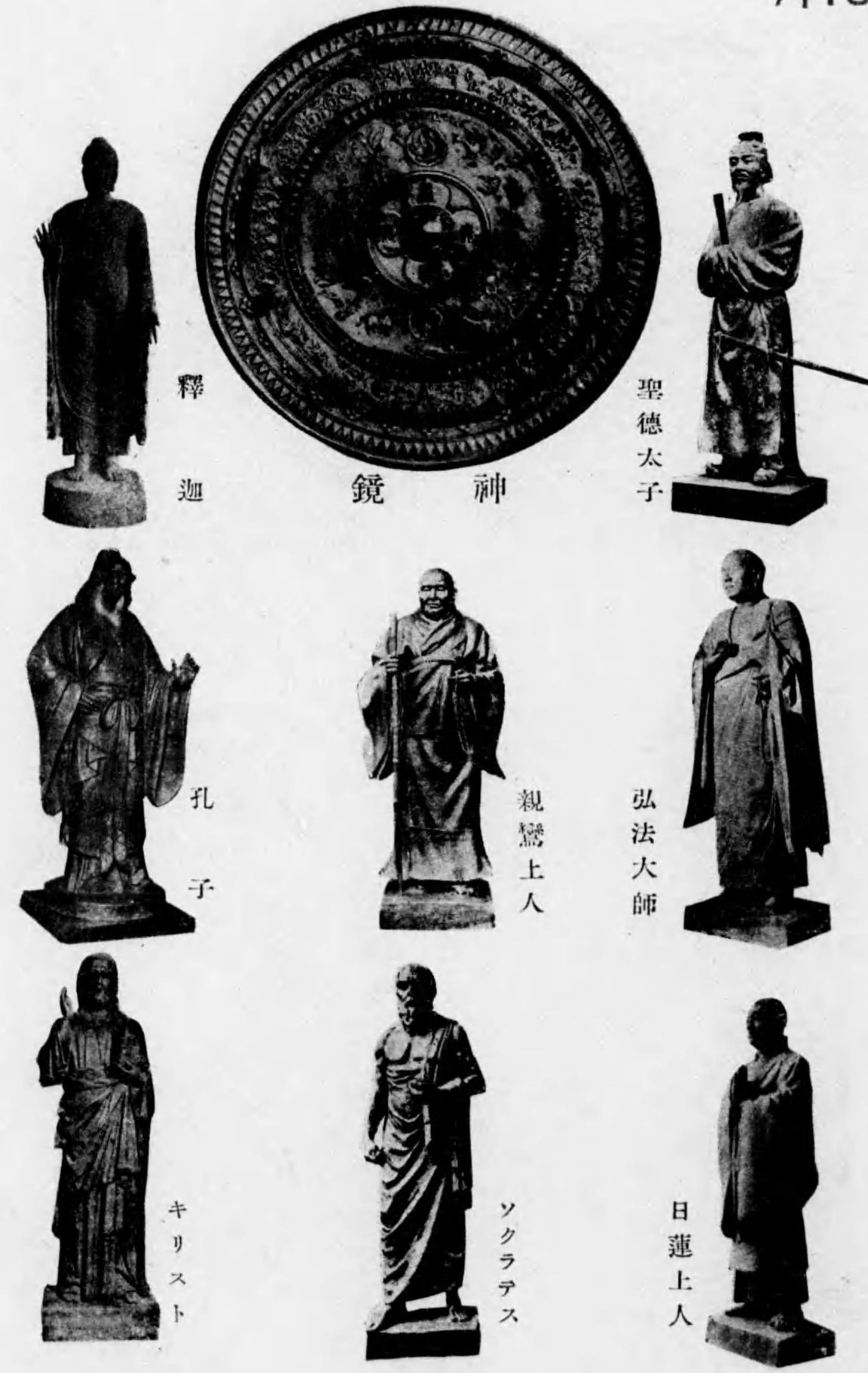
八聖殿内の像と神鏡

八聖殿（はっせいでん）は、法隆寺夢殿を模した三層楼八角形の建物である。熊本県出身で逓信・内務大臣を歴任した安達謙蔵が精神修養のための施設として建立し、1933年（昭和8年）に完成した。「八聖」は、キリスト、ソクラテス、孔子、釈迦、聖徳太子、空海、親鸞、日蓮の8人のことで、像はそれぞれ清水多嘉示、藤川勇造、北村西望、田島亀彦、朝倉文夫、長谷川枡蔵、長谷秀雄、日名子実三が制作した。
なお、安達は故郷の熊本市にも同じく精神修養を目的にした三賢堂を1936年（昭和11年）に建立している。
1937年（昭和12年）、八聖殿が横浜市に寄贈され、建物周辺一帯は本牧臨海公園となり、市民の憩いの場として整備された。
1973年（昭和48年）、「横浜市八聖殿郷土資料館」と改名した。
現在の館長、相澤竜次氏となってから積極的な活動が展開されるようになり、年間で館主催講座を年30回程度、歴史散策を年12回程度、出張講座を年80回程度、学校への出張授業を年40回程度実施している。
実績は横浜市八聖殿郷土資料館ホームぺージを参照。
ただし、横浜市の公共施設でありながら、展示施設内に空調設備がないことは問題であると言われ続けている。
また、もともとは安達謙蔵所有の別荘を博物館として転用したものであり、付近が埋め立てられる以前は風光明媚な景勝地であったものの、現在では公共交通が不便な本牧地区の中でも本牧市民プール裏の丘の上であり、坂道や階段を使って来館しなければならないことから立地が不便と言われている。

## 展示内容
幕末・明治期の写真や、かつて漁村であった横浜の歴史を伝える農具・漁具などの民具を展示している。
実際に触ることができる資料や、手にとってみることができる書籍もあり、小さい展示施設でありながら、展示内容は充実している。